# Stacey Cook
Stacey Janelle Cook (* 3. Juli 1984 in Truckee, Kalifornien) ist eine ehemalige US-amerikanische Skirennläuferin. Sie gehörte seit 2004 dem US Ski Team an und war auf die Disziplinen Abfahrt und Super-G spezialisiert.

## Biografie
Cook erlernte im Alter von vier Jahren im Skigebiet um den Lake Tahoe das Skifahren. Ihr Talent verhalf ihr noch als junges Mädchen zu einem Stipendium des am See gelegenen Skigebiets Northstar, wo sie auch ihre ersten Rennen bestritt und gewann.
Nach zahlreichen FIS-Rennen debütierte sie im März 2001 als 16-Jährige im Nor-Am Cup. Schnell schloss Cook zu den Spitzenläuferinnen auf. Nur anderthalb Jahre nach ihrem ersten Rennen feierte sie beim Abfahrtslauf von Lake Louise ihren ersten Sieg im Rahmen dieser nordamerikanischen Rennserie und landete am Ende der Saison 2002/03 in den Disziplinenwertungen des Nor-Am Cups sowohl in der Abfahrt, wie auch im Super-G jeweils auf dem dritten Platz. In der Folgesaison dominierte sie dann die Speeddisziplinen. Cook gewann alle vier Nor-Am-Cup-Abfahrten des Winters und sicherte sich mit sechs Platzierungen unter den besten zehn im Super-G die Gesamtwertung des Nor-Am Cups 2004.
Ihre guten Leistungen dienten ihr als Garant für den Sprung in die US-amerikanische Skinationalmannschaft. Schließlich bestritt sie am 30. Januar 2004 bei der Abfahrt im österreichischen Haus im Ennstal ihr erstes Weltcuprennen. Hier dauerte es allerdings – auch behindert durch einen schweren Sturz, der sie Anfang Januar 2005 zu einer mehrwöchigen Pause zwang – fast anderthalb Jahre, bis sie ihre ersten Weltcuppunkte einfahren konnte.
Zum Start der Saison 2005/06 fuhr Cook aber dann bei den beiden Abfahrten von Lake Louise völlig überraschend auf die Plätze 10 und 8 und qualifizierte sich mit diesen Ergebnissen für die Olympischen Winterspiele 2006 in Turin. In den folgenden Rennen vermochte sie es allerdings nicht, sich auf den vorderen Rängen zu behaupten, und blieb im US-Ski-Team im zweiten Glied. Erst zu Beginn der Saison 2006/07 gelang ihr mit dem vierten Platz in der Abfahrt von Lake Louise wieder ein Platz unter den besten zehn. Während der nächsten sechs Jahre blieb dies ihr bestes Weltcupergebnis, da konstante Platzierungen in den vorderen Rängen weiterhin ausblieben. Der sechste Platz im Super-G von Tarvis gegen Saisonende war dann auch ihr letztes Top-10-Ergebnis im Weltcup für die nächsten drei Jahre. Bei den Weltmeisterschaften 2007 in Åre belegte sie Rang 16 in der Abfahrt.
In der Saison 2007/08 fuhr Cook viermal unter die besten 15, doch in der Saison 2008/09 kam sie lediglich in drei Weltcuprennen unter die schnellsten 30. Umso überraschender waren ihre Ergebnisse bei den Weltmeisterschaften 2009 in Val-d’Isère, wo sie Neunte in der Abfahrt wurde und auch mit Platz 16 in der Super-Kombination sowie Rang 22 im Super-G deutlich vor ihren besten Weltcupresultaten dieses Winters blieb. In der Saison 2009/10 fuhr Cook wieder viermal unter die schnellsten 15, wobei ihr mit Platz neun in der Abfahrt von Haus im Ennstal das erste Top-10-Ergebnis im Weltcup seit März 2007 gelang. Somit war sie auch bei den Olympischen Winterspielen 2010 in Vancouver wieder Teil des US-Aufgebots in der Abfahrt, die sie an elfter Stelle beendete.
In der Saison 2010/11 erreichte Cook mit Platz fünf in der Abfahrt von Åre und Rang neun in der Abfahrt von Lenzerheide zwei Top-10-Ergebnisse im Weltcup. Bei den Weltmeisterschaften 2011 in Garmisch-Partenkirchen wurde sie 25. in der Abfahrt. Recht beständig zeigte sie sich in der Saison 2011/12, in der sie in fünf Abfahrten unter die schnellsten zehn fuhr und damit erstmals auch im Abfahrtsweltcup unter die besten zehn kam. In den ersten Speedrennen der Saison 2012/13, den Abfahrten in Lake Louise am 30. November und 1. Dezember, erreichte sie schließlich als jeweils Zweite hinter Lindsey Vonn ihre ersten Weltcup-Podestplätze. Bei den Weltmeisterschaften 2013 in Schladming erreichte sie das beste Ergebnis bei einem Großanlass, mit Platz sechs in der Abfahrt.
In der Weltcupsaison 2013/14 fuhr Cook dreimal unter die besten zehn und qualifizierte sich für die Olympischen Winterspiele 2014 in Sotschi, die für sie jedoch eher enttäuschend verliefen. Zu Beginn der Saison 2014/15 schaffte sie nochmals eine Weltcup-Podestplatzierung, Platz zwei in der Abfahrt von Lake Louise, wo sie sich erneut Lindsey Vonn geschlagen geben musste. Anschließend erzielte sie sporadisch weitere Top-10-Platzierungen. Sie reiste zwar zu den Olympischen Winterspielen 2018 in Pyeongchang an, konnte aber in den Trainingsläufen nicht überzeugen und erhielt keine Startgelegenheit. Am 7. Juli 2018 gab sie ihren Rücktritt vom aktiven Skirennsport bekannt.

## Erfolge

### Olympische Spiele
- Turin 2006: 19. Abfahrt, 23. Riesenslalom
- Vancouver 2010: 11. Abfahrt
- Sotschi 2014: 17. Abfahrt

### Weltmeisterschaften
- Åre 2007: 16. Abfahrt
- Val-d’Isère 2009: 9. Abfahrt, 16. Super-Kombination, 22. Super-G
- Garmisch-Partenkirchen 2011: 25. Abfahrt
- Schladming 2013: 6. Abfahrt, 18. Super-Kombination
- Vail/Beaver Creek 2015: 13. Super-G, 19. Abfahrt
- St. Moritz 2017: 17. Abfahrt, 22. Kombination

### Weltcup
- 8 Platzierungen unter den besten fünf, davon 3 Podestplätze

### Weltcupwertungen
| Saison  | Gesamt | Gesamt | Abfahrt | Abfahrt | Super-G | Super-G | Riesenslalom | Riesenslalom | Kombination | Kombination |
| Saison  | Platz  | Punkte | Platz   | Punkte  | Platz   | Punkte  | Platz        | Punkte       | Platz       | Punkte      |
| ------- | ------ | ------ | ------- | ------- | ------- | ------- | ------------ | ------------ | ----------- | ----------- |
| 2005/06 | 54.    | 102    | 25.     | 75      | 51.     | 8       | 41.          | 19           | –           | –           |
| 2006/07 | 38.    | 196    | 21.     | 121     | 29.     | 49      | –            | –            | 24.         | 26          |
| 2007/08 | 48.    | 122    | 39.     | 26      | 21.     | 65      | 54.          | 3            | 23.         | 28          |
| 2008/09 | 110.   | 12     | 43.     | 6       | –       | –       | –            | –            | 42.         | 6           |
| 2009/10 | 56.    | 120    | 17.     | 109     | 49.     | 7       | –            | –            | 39.         | 4           |
| 2010/11 | 45.    | 144    | 19.     | 107     | 32.     | 26      | –            | –            | 32.         | 11          |
| 2011/12 | 41.    | 180    | 10.     | 172     | 41.     | 8       | –            | –            | –           | –           |
| 2012/13 | 31.    | 264    | 4.      | 244     | 34.     | 20      | –            | –            | –           | –           |
| 2013/14 | 28.    | 247    | 18.     | 143     | 15.     | 104     | –            | –            | –           | –           |
| 2014/15 | 34.    | 207    | 14.     | 156     | 29.     | 51      | –            | –            | –           | –           |
| 2015/16 | 37.    | 254    | 15.     | 189     | 26.     | 56      | –            | –            | 40.         | 9           |
| 2016/17 | 46.    | 163    | 13.     | 153     | 57.     | 2       | –            | –            | 45.         | 8           |
| 2017/18 | 62.    | 99     | 21.     | 99      | –       | –       | –            | –            | –           | –           |

### Nor-Am Cup
- Saison 2002/03: 9. Gesamtwertung, 3. Abfahrtswertung, 3. Super-G-Wertung
- Saison 2003/04: Gesamtsiegerin, 1. Abfahrtswertung, 3. Super-G-Wertung
- Saison 2004/05: 2. Super-G-Wertung
- Saison 2016/17: 7. Super-G-Wertung
- 13 Podestplätze, davon 9 Siege

### Juniorenweltmeisterschaften
- Puy Saint-Vincent 2003: 18. Abfahrt
- Maribor 2004: 19. Kombination, 20. Riesenslalom, 24. Super-G, 25. Abfahrt, 50. Slalom

### Weitere Erfolge
- 3 US-amerikanische Meistertitel (Super-G 2006 und 2008, Abfahrt 2008)
- 1 Podestplatz im Europacup
- 19 Siege in FIS-Rennen